# Mary Robinson (Iers president)
Mary Robinson, Ierse naam Máire Bean Mhic Róibín, geboortenaam Mary Bourke, (Ballina, 21 mei 1944) was van 1990 tot 1997 de eerste vrouwelijke president van Ierland. Zij nam ontslag om hoge commissaris voor de Mensenrechten te worden, een functie die zij uitoefende tot 2002.
Mary Bourke werd katholiek opgevoed en studeerde rechten aan het protestantse Trinity College in Dublin en werd daar ook professor. In 1969 was zij een van de drie senatoren die voor Trinity College in de Ierse senaat werden gekozen.
Als senator heeft zij zich in het toen nog erg conservatief katholieke Ierland geprofileerd als voorvechtster van vrouwenrechten. In 1989 trok zij zich terug, maar in 1990 was zij een onverwachte Labour-kandidate bij de presidentsverkiezingen, en dankzij de tweede voorkeurstemmen ook nog een onverwachte winnaar. Zo werd zij de eerste vrouwelijke president van de republiek en de eerste Ierse president die niet de steun had van de Fianna Fáil (zoals haar zes voorgangers). Zij was ook de eerste Ierse president die een bezoek bracht aan het Britse staatshoofd. Als president werd ze in 1997 opgevolgd door Mary McAleese; bij de VN in 2002 door Sérgio Vieira de Mello.
Van 6 tot 9 november 2006 was zij aanwezig op de internationale conferentie in het Indonesische Yogyakarta en is een van de 29 ondertekenaars van de Yogyakarta-beginselen. In 1996 was ze mede-oprichter en tussen 2003 en 2009 voorzitter van de Council of Women World Leaders, een onafhankelijke, internationale organisatie van vrouwelijke staatshoofden en regeringsleiders.

## Onderscheidingen
- In 1998 ontving zij de Four Freedoms Award Freedom medal
- In 1999 kreeg zij de Erasmusprijs
- In 2000 werd ze onderscheiden met de Félix Houphouët-Boigny-Vredesprijs van de UNESCO.
- In 2002 kreeg zij de Deense Sonningprisen  toegekend voor 'haar uitmuntende bijdragen aan de Europese cultuur'
- In 2009 kreeg zij de Presidential Medal of Freedom van de regering van de Verenigde Staten.

## Privé
In 1970 huwde ze met Nicholas Robinson; zij hebben samen drie kinderen.